# Manuel Gómez García
Manuel Gómez García (Madrid, 1951) es un escritor español, especializado en cultura teatral.
Licenciado en Periodismo con una tesis sobre "La crítica teatral en la prensa española" —además de haber cursado Artes aplicadas y Ciencias políticas y diplomarse en sociología por el CSIC. En 1969 ganó el premio Beethoven en Alemania.
Miembro fundador de la Asociación de Autores de Teatro y de la junta directiva del Club internacional de Prensa. Es hijo del crítico y adaptador manchego Elías Gómez Picazo.

## Obras
Autor del Diccionario AKAL de teatro (1997), y de ensayos como "La cultura y los pueblos de España" (1980) y "El teatro de autor en España, 1901-2000" (1996). Se inició como dramaturgo durante la Transición, habiendo estrenado más de una docena de obras originales, entre ellas: Once apenas psicoanálisis o la tierra de los conejos (1972), La buhardilla y el círculo Mandrágora por ojos, amor como estilema (1976). También ha sido guionista de varias series de televisión y creador junto con Chatono Contreras en 1995 de la decana y errante tertulia madrileña "Lunes de teatro".